# Theodorus von Celles
Theodorus von Celles (* 1166; † 18. August 1236) war der Gründer und erster Generalprior des Ordens vom Heiligen Kreuz (Kreuzherren, OSC).

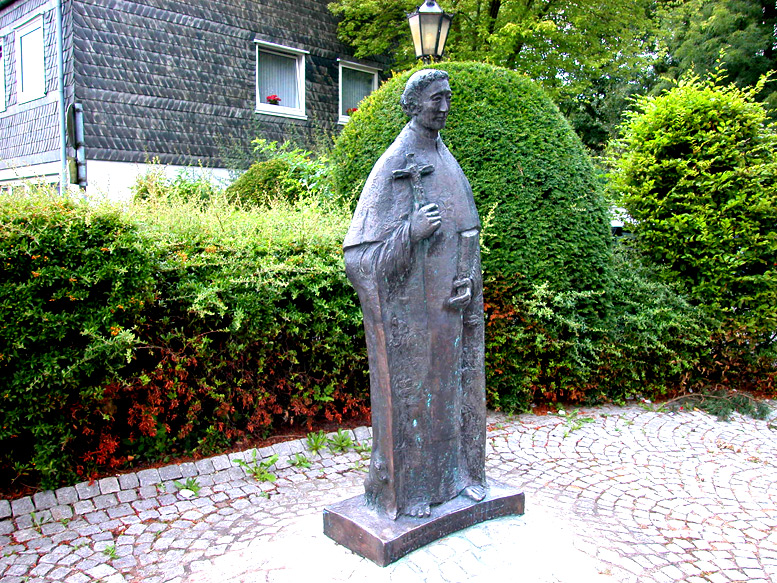
Statue des Theodorus von Celles am Kloster Steinhaus, Wuppertal

Am Fest der Kreuzerhöhung, dem 14. September 1211 gründete er in Clair-Lieu vor den Toren von Huy an der Maas das Mutterkloster der neuen Gemeinschaft, die 1248 päpstlich bestätigt wurde. Zuvor war Theodorus Kanoniker am Domkapitel in Lüttich, das er mit vier anderen Kanonikern zur Neugründung mit der Absicht eines stärkeren Gemeinschaftslebens und Dienst an den Gläubigen verließ. Hauptaufgabe des Ordens wurde wahrscheinlich schon zu seiner Zeit die Pilgerbetreuung, wobei nicht abschließend geklärt ist, ob diese Form des christlichen Dienstes am Nächsten auch primärer Anstoß der Neugründung gewesen ist oder nur der Protest über verweltlichte Lebensweise an der Bischofskirche in Lüttich den Ausschlag der Trennung vom Kapitel gab. 
Theodorus Herkunft wird in der Familie der Herren von Celles, im Gebiet zwischen Lüttich und Namur, vermutet.
Die europäische Provinz des Ordens trägt seit dem Jahr 2000 seinen Namen.